# Orthosia insciens
Orthosia insciens là một loài bướm đêm trong họ Noctuidae.